# Landstingsfullmäktige
Landstingsfullmäktige is het parlement van een landsting in Zweden. In het verleden werd zowel het openbaar lichaam als het parlement daarvan aangeduid met landsting, maar bij de laatste wetswijziging van het lokaal bestuur in 1991 is de naam voor het parlement gewijzigd in landstingfullmäktige.
Het parlement is het hoogste orgaan in de landsting. In Zweden is het län (provincie) geen openbaar lichaam maar enkel een administratieve indeling. Binnen een  län is zowel een afdeling van de nationale overheid actief, de landshövding met zijn länsstyrelse, als de landsting, dat wel een openbaar lichaam is.
De leden van de landstingfullmäktige kiezen uit hun midden een dagelijks bestuur, de landstingstyrelse. Het volledige parlement vergadert in het algemeen maar een beperkt aantal keer per jaar. Het meeste werk wordt verricht in commissies die zich bezighouden met de gebieden waarvoor de landsting het bevoegde orgaan is, met name volksgezondheid, cultuur, ruimtelijke ordening en openbaar vervoer. 